# 聖白百合騎士団
『聖白百合騎士団 SUPER GORE GIRL』（せいしらゆりきしだん）は、2009年に製作された日本映画。田渕寿雄監督。AKB48（当時）の秋元才加が主演。

## ストーリー
世界観は第二次世界大戦で無条件降伏をしなかった後の日本。
帝都郊外にあるお嬢様学校では、鷹司有希恵が部長を務める聖書黙読部がある。だがある日、生徒会の意向で黙読部が無期限活動休止を命じられ、黙読部は『聖白百合騎士団』となって戦いを挑む・・・。

## キャスト
- 鷹司有希恵：秋元才加[1]
- 山田幸子：あいか[2]
- 宝蔵院美咲：矢部美希
- 武者小路潔子：長澤奈央
- 土肥原正子：西田奈津美
- 川島芳恵：小倉遥
- 甘粕磨美：高松いく
- 兵士：沙人
- 赤色突撃隊：保科季緒、小木曽佳成
- 小日向正彦：小林カズ

## 製作
エースデュースとワコーが企画した「Neo Actionシリーズ」の一つとして『真一文字 拳』（増本庄一郎監督）と共に製作された作品。
主演の秋元才加は本作が初主演かつ初のアクション映画である。作品では10キロ程の銃を撃つシーンが存在するが、秋元はこれに関して撮影前に監督から銃のかっこいい持ち方を学び「重いものは全然大丈夫だった」と述べている。また共演するあいかはガンアクションするシーンがなかったものの、「火薬を使うシーンが怖かった」とのこと。
当作は『真一文字 拳』と共に2009年5月9日から5月22日まで東京・渋谷区にあったシアターTSUTAYAでレイトショー上映された後、同年7月17日にDVDが発売された。なお、上映終了後の同年5月30日には、秋元も出演した武田梨奈主演作『ハイキック・ガール!』がシアターTSUTAYAで封切られている。